# Kurt von Pritzelwitz
Kurt Karl Wilhelm Gustav von Pritzelwitz (né le 19 décembre 1854 à Berlin et mort le 19 février 1935 à Potsdam) est un général d'infanterie prussien pendant la Première Guerre mondiale.

## Biographie

### Origine
Kurt von Pritzelwitz est issu de l'ancienne famille noble de Bohême von Pritzelwitz (de) et est le fils du général d'infanterie Gustav von Pritzelwitz (1813-1895) et de son épouse Karoline, née von Wrochem (1821-1907).

### Carrière militaire
Le 28 avril 1872, Pritzelwitz s'engage dans le 1er régiment à pied de la Garde de l'armée prussienne en tant que sous-lieutenant issu du corps des cadets. Après l'Académie de Guerre, il est affecté au Grand État-Major. Par la suite, Pritzelwitz est attaché militaire à la légation de Munich. En 1897, il est nommé major-adjudant de l'empereur Guillaume II. En tant que lieutenant-colonel, il est nommé commandant du 2e régiment à pied de la Garde. À peine un an plus tard, il est rappelé et affecté au prince héritier Guillaume en tant que conseiller militaire. De 1903 à 1907, Pritzelwitz est commandant de la 40e brigade d'infanterie et dans cette fonction devient entre-temps major général en 1904. Le 1er octobre 1907, il prit en charge la 17e division d'infanterie à Schwerin en tant que lieutenant général. Le 13 septembre 1911, Pritzelwitz est nommé général commandant du 6e corps d'armée à Breslau.
Après la mobilisation et le déclenchement de la Première Guerre mondiale, ses troupes se sont déplacées vers le front occidental. Le 6e corps silésien est subordonné à la 4e armée lors de l'entrée dans les Ardennes, mais il soutient l'attaque de la 5e armée sur Virton. Lors de la bataille de Longwy, il obtient le 22 août une victoire complète sur le corps colonial français entre Rossignol et Tintigny. Les troupes de Pritzelwitz entrent dans la guerre des tranchées lors des batailles qui s'ensuivent en Champagne près de Prunay et d'Auberive. En 1915, son corps combat dans l'Artois et fait ses preuves lors des batailles d'automne de La Bassée et d'Arras. Le 7 novembre 1915, il abandonne son commandement en raison de son âge, est transféré aux officiers de l'armée et est mis à disposition le 12 janvier 1916, avec l'attribution de l'ordre Pour le Mérite.

### Famille
Pritzelwitz se marie le 16 juin 1886 à Gieraltowitz avec Maria von Eickstedt (née en 1868). Le couple a plusieurs enfants :
- Beata (née en 1887) mariée en 1910 (divorcé en 1920) avec Johannes von Reibnitz (de) (1882–1939)
- Kurt (né en 1891)
- Hildegarde (née en 1897)
- Marthe (née en 1897)

### Décorations militaires
- Ordre de l'Aigle rouge de 1re classe avec couronne[3]
- Ordre de la Couronne de 1re classe [3]
- Croix de chevalier de l'ordre de la maison royale de Hohenzollern[3]
- Croix de décoration de service prussienne[3]
- Commandant de 2e classe de l'ordre du Lion de Zaeringen[3]
- Ordre du Mérite militaire bavarois de 2e classe[3]
- Commandeur de 1re classe de l'ordre d'Henri le Lion[3]
- Commandeur de 1re classe de l'ordre du Mérite grand-ducal de Hesse [3]
- Grand-Croix de l'ordre du Griffron[3]
- Croix d'honneur reussoise de 1re classe avec couronne[3]
- Grand-Croix de l'ordre d'Albert avec étoile d'or[3]
- Croix de chevalier de 1re classe de l'ordre du Faucon blanc[3]
- Croix de chevalier de 2e classe de l'ordre de la Maison ernestine de Saxe[3]
- Croix d'honneur de 2e classe de l'ordre de la Maison de Lippe[3]
- Commandant de 2e classe de l'ordre de Frédéric[3]
- Grand Commandeur de l'ordre du Sauveur[3]
- Commandeur de l'ordre royal de Victoria[3]
- Grand officier de l'ordre de la Couronne d'Italie[3]
- Ordre de la Couronne de Fer de 2e classe [3]
- Commandeur avec étoile de l'ordre de François-Joseph[3]
- Commandeur de 1re classe de l'ordre de Saint-Grégoire-le-Grand[3]
- Ordre de Saint-Stanislas de 2e classe avec étoile[3]
- Commandant de 1re classe de l'ordre de l'Épée[3]
- Grand-Croix de l'ordre de la Couronne de Siam[3]
- Commandeur avec étoile de l'ordre de Charles III[3]
- Ordre du Médjidié de 1re classe[3]
- Croix de fer (1914) de 2e et 1re classe